# 미국 무역대표부

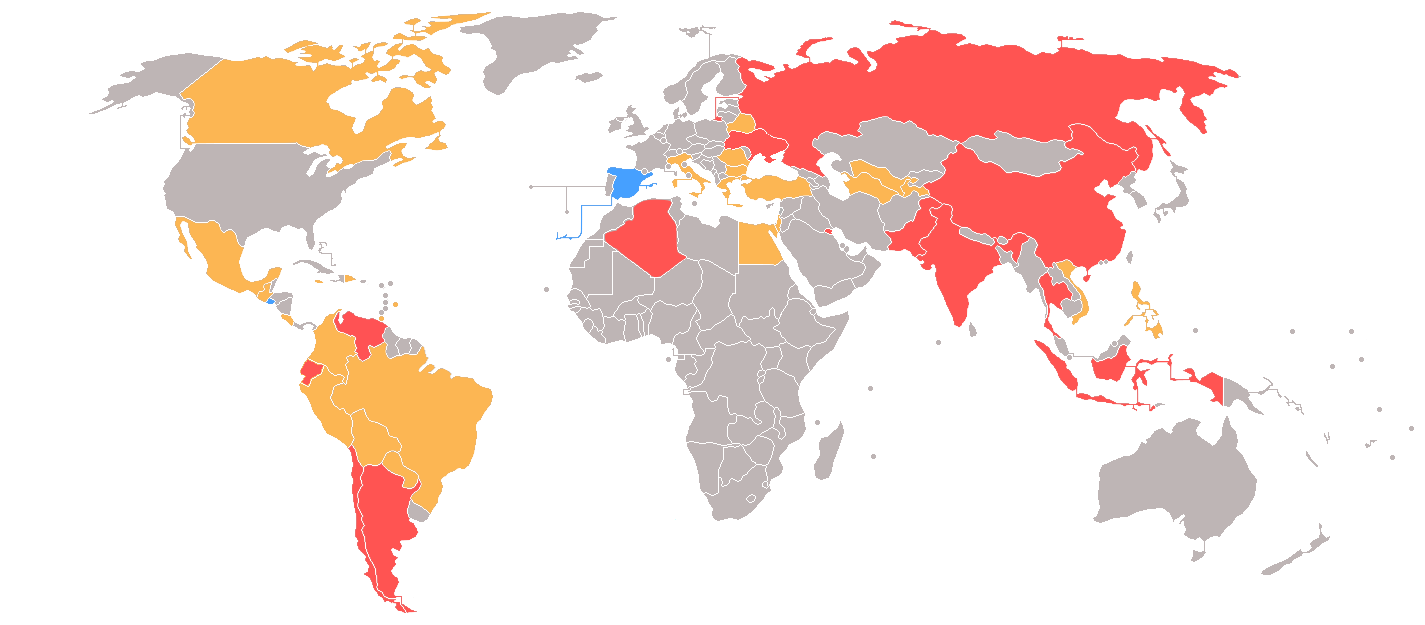
우선협상대상국
(Priority Foreign Country, PFC)
우선감시대상국
(Priority Watch List, PWL)
감시대상국
(Watch List)
섹션 306 감시대상국
(Section 306 Monitoring)
Out-of-Cycle 리뷰/상태 보류

미국 무역대표부(美國貿易代表部, Office of the United States Trade Representative, USTR)는 미국 대통령에게 미국의 무역 정책을 발전시키고 권고하는 책임을 맡는 미국 정부의 기관이다.

## 역사
1962년 통상확대법(Trade Expansion Act of 1962) 하에서 특별대표부(Office of the Special Trade Representative, STR)로 설립되었으며, 미국 대통령실의 직속기관이다. 현재 무역대표부 내 300명이 넘는 직원이 있으며 제네바, 스위스, 브뤼셀, 벨기에에 사무소가 있다. 주요 역할은 양자 및 다자간 수준의 무역 협상을 수행하고 유관 기관인 무역정책실무협의회(TPSC, Trade Policy Staff Committee)와 무역정책검토그룹(TPRG, Trade Policy Review Group)을 통해 정부 내 무역 정책을 조율하는 일을 한다.

## 조직
무역대표부는 지역 및 무역 부문별 사무국을 산하에 두고 있다.

## 보고서

### 국가별 무역평가서
국별무역장벽 보고서(National Trade Estimate Report on Foreign Trade Barriers, NTE)는 한 해에 한 차례씩 USTR이 준비하는 일련의 조사서로서, 미국 수출에 미치는 상당한 무역 장벽을 보고한다.